# Natália Guimarães
Natália Aparecida Guimarães Scornavacca (Juiz de Fora, 25 de dezembro de 1984) é uma modelo e apresentadora brasileira. Ficou conhecida internacionalmente como vencedora do Miss Brasil 2007 e segunda colocada do Miss Universo 2007. Em 2015 formou-se em jornalismo pela Pontifícia Universidade Católica de Minas Gerais (PUC-MG).

## Carreira

### 2000–07: Modelo, Miss Brasil e Miss Universo
Em 2000 Natália iniciou sua carreira, aos quinze anos, quando foi descoberta pelos empresários da Ford Models, com quem assinou contrato e começou a modelar. Em 2003, aos 18 anos, ingressou na faculdade de arquitetura, porém teve que trancá-la logo no primeiro ano quando foi enviada pela trabalhar em Nova Iorque, onde estudou inglês e desfilou para importantes grifes como Prada, Dior e Valentino. Nos anos seguintes também morou na Ásia e na Europa. Natália foi a candidata a dar opiniões sobre as candidatas, escolhida dentre vinte e sete mulheres na edição do concurso Miss Brasil de 2007. No concurso de Miss Minas Gerais, Natália representou Belo Horizonte. Ela também foi a vencedora do Top Model of the World 2006, mas renunciou ao título no dia 19 de abril do ano seguinte porque decidiu disputar o Miss Universo como representante brasileira. O regulamento do Top Model of the World proíbe a participação da vencedora em outros concursos de beleza internacionais. Após sua coroação, Natália fez a seguinte declaração à imprensa:  "Não adianta ser só bonita. É preciso algo que venha de dentro para sustentar a beleza. A mulher deve ser elegante, ter cultura, assumir sua postura diante da sociedade e tem que ter cuidado para não se tornar arrogante."
Natália acabou o Miss Universo como segunda colocada, colocação que não era obtida pelo Brasil desde 1972. Terminou o concurso atrás apenas da japonesa Riyo Mori. As únicas brasileiras que venceram o concurso Miss Universo foram a gaúcha Ieda Maria Vargas e a baiana Martha Vasconcellos, respectivamente em 1963 e 1968. Entrevistada após o resultado do concurso, Natália declarou: "Não esperava perder para a Miss Japão. Estava apreensiva por causa da Miss Venezuela, que é linda. Acho que Riyo ganhou porque tinha o melhor lobby. Não era a mais preparada". A segunda colocação no Miss Universo 2007 rendeu outros convites para Natália Guimarães. Além disso, participou da festa Cerimônia de abertura dos Jogos Pan-Americanos de 2007, desfilando ao lado dos atletas.

### 2007–presente: Televisão
Natália começou como atriz interpretando Maria Madalena, na peça religiosa no ano de 2007. No mesmo ano realizou uma participação na telenovela Dance Dance Dance, da própria Band. Em 2008 entrou para a segunda fase da telenovela Caminhos do Coração, interpretando a Mulher-Aranha, a qual permaneceu na segunda parte da trilogia, Os Mutantes. De 2008 a 2009 exerceu a posição de rainha de bateria da Vila Isabel. Em 2009 esteve na série A Lei e o Crime, e no remake da Record, Bela a Feia. Em 2010 se tornou apresentadora do Hoje em Dia, comandando o bloco mineiro diretamente de Belo Horizonte. Em, 2012, participou da primeira temporada do reality show Amazônia.

## Vida pessoal
Segundo familiares, a escolha de seu segundo nome é uma homenagem a Nossa Senhora Aparecida. Ela levou um conjunto de medalhas da santa e usou uma delas como amuleto nos desfiles do Miss Universo 2007. Ela herdou uma característica de seu pai, transmitida por modo genético, que é a chamada polidactilia, considerada uma síndrome rara que não causa nenhum problema ao portador, mas que origina mãos e/ou pés com seis ou mais dedos. Característica esta "descoberta" pela imprensa durante sua exposição pública. Em 2006 se formou como atriz pela escola de teatro O Tablado.
Em 2003 começou a cursar a faculdade de arquitetura pela Pontifícia Universidade Católica de Minas Gerais (PUC), porém teve que trancar no primeiro ano pelo intenso trabalho como modelo. Em 2007 conheceu o cantor Leandro Scornavacca, integrante do grupo KLB, durante as gravações do talent show Dança no Gelo, com quem começou a namorar naquele ano. Em fevereiro de 2013 anuncia sua gravidez, sendo que em 8 de agosto nascem as gêmeas Maya e Kiara. Em 2010 ingressou na faculdade de jornalismo novamente pela  Pontifícia Universidade Católica de Minas Gerais (PUC), a qual teve que trancar entre 2013 e 2014 pela licença-maternidade, mas retornou e formou-se em 2015.

## Filmografia
| Ano     | Título               | Personagem                       | Notas                             |
| ------- | -------------------- | -------------------------------- | --------------------------------- |
| 2007    | Dança no Gelo        | Participante                     | Temporada 3                       |
| 2007    | Dance Dance Dance    | Ela mesma                        | Episódio: "12 de dezembro"        |
| 2008    | Caminhos do Coração  | Ariadne Oliveira (Mulher-Aranha) | Episódios: "1 de maio–2 de junho" |
| 2008    | Os Mutantes          | Ariadne Oliveira (Mulher-Aranha) |                                   |
| 2009    | A Lei e o Crime      | Gisele                           | Episódio: "2 de fevereiro"        |
| 2009    | Bela, a Feia         | Mariana Cunha                    |                                   |
| 2010–12 | Hoje em Dia          | Apresentadora                    |                                   |
| 2012    | Amazônia             | Participante                     |                                   |
| 2012    | Top Model, o Reality | Jurada / Mentora                 |                                   |
| 2013    | Rota do Verão        | Apresentadora                    |                                   |
| 2016–18 | Hora do Faro         | Repórter                         |                                   |
| 2019    | Dancing Brasil       | Participante                     | Temporada 5                       |
| 2021    | Duelo de Salões      | Apresentadora                    |                                   |

## Títulos
| Ano  | Título                 | Local          |
| ---- | ---------------------- | -------------- |
| 2006 | Miss Minas Gerais      | Divinópolis    |
| 2006 | Top Model of the World | China          |
| 2007 | Miss Brasil            | Rio de Janeiro |